# Sous le nom de Tania
Pour plus de détails, voir Fiche technique et Distribution.
Sous le nom de Tania (By The Name of Tania) est un film documentaire belgo-néerlandais-péruvien écrit et réalisé par Bénédicte Liénard et Mary Jimenez et sorti en 2019. 		

## Synopsis
En Amazonie, dans les zones aurifères du Pérou, la jeune Tania se remémore comment elle est devenue une esclave sexuelle après avoir cru en de fausses promesses de travail. 
Dans la mine d'or à ciel ouvert du Rio Huaypetue, un jeune mineur est sous l'emprise de l'alcool et du sexe.

## Fiche technique
- Titre original : By The Name of Tania
- Titre français : Sous le nom de Tania
- Réalisation : Bénédicte Liénard, Mary Jimenez
- Scénario : Bénédicte Liénard, Mary Jimenez
- Photographie : Virginie Surdej
- Montage : Marie-Hélène Dozo
- Production : Hanne Phlypo
- Sociétés de production :
- Pays de production : Belgique, Pays-Bas, Pérou
- Langue originale : espagnol
- Format : couleur
- Genre : documentaire
- Durée : 85 minutes
- Dates de sortie :
  - Allemagne : 10 février 2019 (Berlin International Film Festival)

## Distribution
- Tanit Lidia Coquiche Cenepo : Tania
- Fiorella del Aguila : Chuya Chaki
- Ismael Vasquez Colchado : Policeman
- Yossimar Vietto Omnia : Rubén

## Récompenses et distinctions
- (en) By The Name of Tania: Awards, sur l'Internet Movie Database